# Melody Beattie
Melody Beattie (Saint Paul, Minnesota, 26 de mayo de 1948-Los Feliz, Los Ángeles, 27 de febrero de 2025) fue una escritora estadounidense de superventas y periodista. Ha publicado catorce libros y muchos artículos en periódicos y revistas durante sus más de 20 años de carrera como escritora.

## Vida
Beattie ha sido invitada frecuentemente en programas de televisión en su país, incluido el de Oprah Winfrey. Tanto ella como sus libros han sido mencionados en publicaciones norteamericanas incluyendo Time y People. Reside en el sur de California.
La salud de Beattie se deterioró en los últimos meses de su vida. Fue evacuada de su hogar en Malibú, California, durante los incendios forestales del sur de California de enero de 2025, y fue a la residencia de su hija en Los Feliz, Los Ángeles, donde murió de insuficiencia cardíaca el 27 de febrero de 2025, a la edad de 76 años.